# Borgarfjörður
Pour les articles homonymes, voir BGJ.
Le Borgarfjörður (BGJ) est un fjord situé dans l'ouest de l’Islande près de la petite ville de Borgarnes. Malgré son apparence plutôt calme, il a une assez mauvaise réputation à cause de ses courants et  falaises sous-marines.
On trouve une multitude de petites îles dans le fjord, pour la plupart inhabitées.
Près de Borgarnes, la route 1 traverse un pont d'une longueur de 0,5 km qu'on a construit pour raccourcir le chemin vers le nord.
La région autour du fjord est habitée depuis le temps de la colonisation de l'Islande. Cela explique aussi le fait que beaucoup de sagas jouent dans cet environnement, par exemple celle d'Egill Skallagrímsson. 
Là, on raconte comment le fjord reçut son nom : le père d'Egill, Skallagrímur, fonda une ferme du nom Borg près de la ville contemporaine de Borgarnes. On y trouve aujourd'hui encore une église et une ferme. Devant elles, on a placé une sculpture de l'artiste islandais Ásmundur Sveinsson montrant une scène tirée de la saga.
Borgarfjörður possède un aéroport (code AITA : BGJ).